# Miarinarivo (Stadt)
Koordinaten: 18° 58′ S, 46° 54′ O
Miarinarivo ist eine Stadt in der Mitte von Madagaskar. Sie ist 60 km Luftlinie (auf der Straße RN 1 89 km) von der Hauptstadt entfernt.
Die Kleinstadt gehört zur Provinz Antananarivo und ist Hauptort der Region Itasy. Seit 1933 besteht eine katholische Mission, seit 1955 ist der Ort katholischer Bischofssitz.
Der Ort liegt auf einem Hügel im Hochland von Madagaskar, umfasst eine Fläche von elf Quadratkilometern und zählt ungefähr 15.000 Einwohner. Bürgermeister ist derzeit Andry Narivony Raveloson.
Einige kleine Orte um Miarinarivo, unter anderem die touristisch erschlossene Ortschaft Ampefy, rund 15 Kilometer entfernt, beanspruchen den Titel des geographisch zentralen Ortes Madagaskars.
Als Verwaltungssitz einer Region sind zahlreiche der Beschäftigten Staatsangestellte – nämlich 75 % der Erwerbstätigen. Zwei Bankfilialen, Bildungseinrichtungen, das Spital, die Regionalverwaltung und Kleingewerbe bieten den Leuten ein Auskommen.